# 1992 en astronautique
Chronologie de l'astronautique
- 1988
- 1989
- 1990
- 1991
- 1992
- 1993
- 1994
- 1995
- 1996

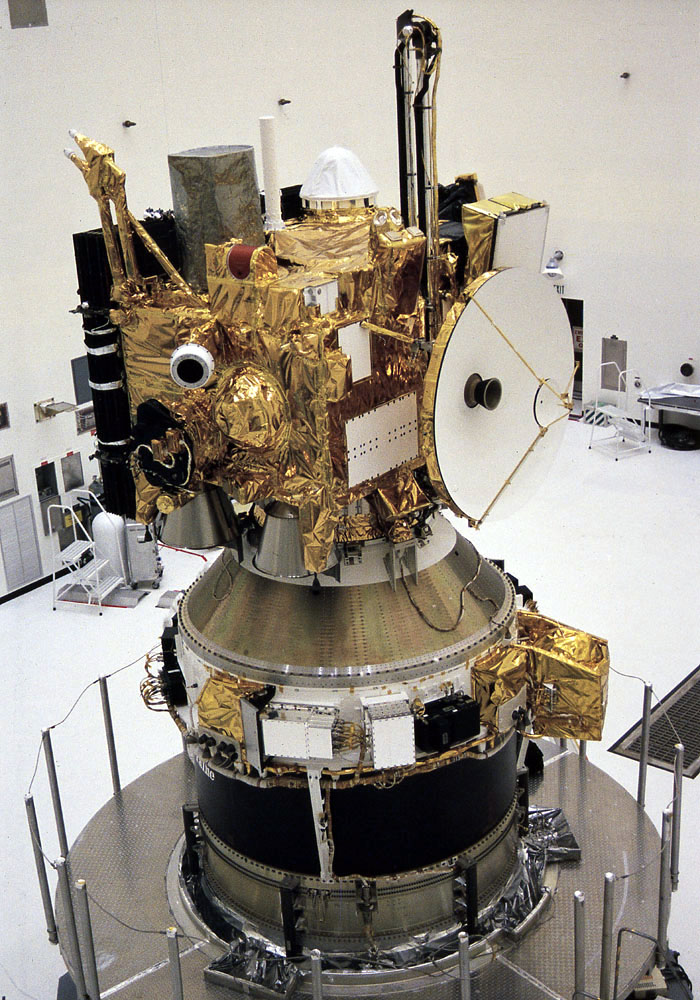
Mars Observer.

Cette page présente une chronologie des événements qui se sont produits pendant l'année 1992 dans le domaine de l'astronautique.

## Programmes spatiaux nationaux

### Chronologie

#### Janvier
| Date            | Lanceur                     | Base de lancement      | Type             | Charge utile                 | Notes                           |
| 21 janvier 1992 | Soyouz-U-PVB                | Baïkonour              | Orbite basse     | Iantar-4K2 Kobalt            | Satellite de reconnaissance     |
| 22 janvier 1992 | Navette spatiale américaine | Centre spatial Kennedy | Orbite basse     | Navette Discovery (STS-42)   |                                 |
| 22 janvier 1992 | Navette spatiale américaine | Centre spatial Kennedy | Orbite basse     | Laboratoire spatial Spacelab |                                 |
| 24 janvier 1992 | Molnia M                    | Baïkonour              | Orbite de Molnia | Oko                          | Satellite d'alerte précoce      |
| 25 janvier 1992 | Soyouz-U2                   | Plessetsk              | Orbite basse     | Progress M-11                | Ravitaillement station spatiale |
| 29 janvier 1992 | Proton-K/DM-2               | Plessetsk              | Orbite moyenne   | GLONASS Ouragan x 3 No. 68L  | Satellites de navigation        |

#### Février
| Date            | Lanceur       | Base de lancement | Type                   | Charge utile  | Notes                                                |
| 5 février 1992  | Zenit-2       | Plessetsk         | Orbite basse           | Tselina-2     | Satellite d'écoute électronique ; Échec du lancement |
| 11 février 1992 | Atlas II      | Cape Canaveral    | Orbite géostationnaire | DSCS III B-14 | Satellite de télécommunications militaires           |
| 11 février 1992 | H-1           | Tanegashima       | Orbite héliosynchrone  | JERS-1        | Satellite d'observation de la Terre                  |
| 17 février 1992 | Cosmos-3M     | Baïkonour         | Orbite basse           | Parus         | Satellite de navigation militaire                    |
| 23 février 1992 | Delta II 7925 | Cape Canaveral    | Orbite moyenne         | GPS IIA-3     | Satellite de navigation                              |
| 26 février 1992 | Ariane 4 4L   | Kourou            | Orbite géostationnaire | Superbird B1  | Satellite de télécommunications                      |
| 26 février 1992 | Ariane 4 4L   | Kourou            | Orbite géostationnaire | Arabsat 1C    | Satellite de télécommunications.                     |

#### Mars
| Date         | Lanceur                     | Base de lancement      | Type                   | Charge utile              | Notes                            |
| 4 mars 1992  | Molnia M                    | Baïkonour              | Orbite de Molnia       | Molniya-1                 | Satellite de télécommunications  |
| 9 mars 1992  | Cosmos-3M                   | Baïkonour              | Orbite basse           | Tsikada                   | Satellite de navigation          |
| 14 mars 1992 | Atlas I                     | Cape Canaveral         | Orbite géostationnaire | Galaxy 5                  | Satellite de télécommunications  |
| 17 mars 1992 | Soyouz-U2                   | Plessetsk              | Orbite basse           | Soyouz TM-14              | Relève équipage station spatiale |
| 24 mars 1992 | Navette spatiale américaine | Centre spatial Kennedy | Orbite basse           | Navette Atlantis (STS-45) |                                  |

#### Avril
| Date           | Lanceur         | Base de lancement | Type                   | Charge utile              | Notes                             |
| 1er avril 1992 | Soyouz-U-PVB    | Baïkonour         | Orbite basse           | Iantar-4K2 Kobalt         | Satellite de reconnaissance       |
| 2 avril 1992   | Proton-K / DM-2 | Plessetsk         | Orbite géostationnaire | Gorizont No. 36L          | Satellite de télécommunications   |
| 8 avril 1992   | Soyouz-U-PVB    | Plessetsk         | Orbite basse           | Iantar-4KS1M Neman        | Satellite de reconnaissance       |
| 10 avril 1992  | Delta II 7925   | Cape Canaveral    | Orbite moyenne         | GPS IIA-4                 | Satellite de navigation           |
| 15 avril 1992  | Cosmos-3M       | Baïkonour         | Orbite basse           | Parus                     | Satellite de navigation militaire |
| 15 avril 1992  | Ariane 4 4L     | Kourou            | Orbite géostationnaire | Telecom 2B                | Télécommunications                |
| 15 avril 1992  | Ariane 4 4L     | Kourou            | Orbite géostationnaire | Inmarsat II F-4           | Satellite de télécommunications   |
| 19 avril 1992  | Soyouz-U2       | Plessetsk         | Orbite basse           | Progress M-12             | Ravitaillement station spatiale   |
| 25 avril 1992  | Titan II SLV    | Vandenberg        | Orbite basse           | P-11 51xx                 | Satellite d'écoute électronique   |
| 29 avril 1992  | Soyouz-U-PVB    | Baïkonour         | Orbite héliosynchrone  | Resurs-F2 17F42 No. 8     | Observation de la Terre           |
| 29 avril 1992  | Soyouz-U-PVB    | Plessetsk         | Orbite basse           | Iantar-1KFT Kometa No. 15 | Satellite de reconnaissance       |

#### Mai
| Date        | Lanceur                     | Base de lancement      | Type                   | Charge utile               | Notes                                   |
| 7 mai 1992  | Navette spatiale américaine | Centre spatial Kennedy | Orbite basse           | Navette Endeavour (STS-49) | Premier vol de la navette Endeavour     |
| 7 mai 1992  | Navette spatiale américaine | Centre spatial Kennedy | Orbite géostationnaire | Intelsat Cradle            | Satellite de télécommunications         |
| 14 mai 1992 | Delta II 7925               | Cape Canaveral         | Orbite géostationnaire | Palapa B4                  | Satellite de télécommunications         |
| 20 mai 1992 | ASLV                        | Satish Dhawan          | Orbite basse           | SROSS-C                    | Satellite technologique et scientifique |
| 28 mai 1992 | Soyouz-U-PVB                | Baïkonour              | Orbite basse           | Iantar-4K2 Kobalt          | Satellite de reconnaissance             |

#### Juin
| Date         | Lanceur                     | Base de lancement      | Type                   | Charge utile                 | Notes                            |
| 3 juin 1992  | Cosmos-3M                   | Baïkonour              | Orbite basse           | Strela x 8-1M                | Satellites de télécommunications |
| 7 juin 1992  | Delta 6920-10               | Cape Canaveral         | Orbite basse           | EUVE                         | Télescope ultraviolet            |
| 10 juin 1992 | Atlas IIA                   | Cape Canaveral         | Orbite géostationnaire | Intelsat K                   | Satellite de télécommunications  |
| 23 juin 1992 | Soyouz-U-PVB                | Baïkonour              | Orbite héliosynchrone  | Resurs-F1 14F43 No. 55       | Observation de la Terre          |
| 25 juin 1992 | Navette spatiale américaine | Centre spatial Kennedy | Orbite basse           | Navette Columbia (STS-50)    |                                  |
| 25 juin 1992 | Navette spatiale américaine | Centre spatial Kennedy | Orbite basse           | Laboratoire spatial Spacelab |                                  |
| 30 juin 1992 | Soyouz-U2                   | Plessetsk              | Orbite basse           | Progress M-13                | Ravitaillement station spatiale  |

#### Juillet
| Date             | Lanceur                     | Base de lancement      | Type                   | Charge utile                | Notes                                                    |
| 1er juillet 1992 | Cosmos-3M                   | Baïkonour              | Orbite basse           | Parus                       | Satellite de navigation militaire                        |
| 2 juillet 1992   | Atlas II                    | Cape Canaveral         | Orbite géostationnaire | DSCS III B-12               | Satellite de télécommunications militaires               |
| 3 juillet 1992   | Scout G-1                   | Vandenberg             | Orbite basse           | SAMPEX                      | Étude de la magnétosphère terrestre                      |
| 7 juillet 1992   | Delta II 7925               | Cape Canaveral         | Orbite moyenne         | GPS IIA-5                   | Satellite de navigation                                  |
| 8 juillet 1992   | Molnia M-PVB                | Baïkonour              | Orbite de Molnia       | Oko                         | Satellite d'alerte précoce                               |
| 9 juillet 1992   | Ariane 4 4L                 | Kourou                 | Orbite géostationnaire | INSAT-2A (en)               | Satellite de télécommunications                          |
| 9 juillet 1992   | Ariane 4 4L                 | Kourou                 | Orbite géostationnaire | Eutelsat II F-4             | Satellite de télécommunications                          |
| 13 juillet 1992  | Tsiklon-3                   | Baïkonour              | Orbite basse           | Strela x 4-3                | Satellites de télécommunications                         |
| 13 juillet 1992  | Tsiklon-3                   | Baïkonour              | Orbite basse           | Gonets x 2-D                | Satellites de télécommunications                         |
| 14 juillet 1992  | Proton-K / DM-2             | Plessetsk              | Orbite géostationnaire | Gorizont No. 37L            | Satellite de télécommunications                          |
| 24 juillet 1992  | Delta 6925                  | Cape Canaveral         | Orbite haute           | GEOTAIL                     | Étude de la magnétosphère terrestre                      |
| 24 juillet 1992  | Soyouz-U-PVB                | Baïkonour              | Orbite basse           | Iantar-4K2 Kobalt           | Satellite de reconnaissance                              |
| 27 juillet 1992  | Soyouz-U2                   | Plessetsk              | Orbite basse           | Soyouz TM-15                | Relève équipage station spatiale                         |
| 30 juillet 1992  | Proton-K / DM-2             | Plessetsk              | Orbite moyenne         | GLONASS Ouragan x 3 No. 56L | Satellites de navigation                                 |
| 30 juillet 1992  | Soyouz-U-PVB                | Baïkonour              | Orbite basse           | Zenit-8 Oblik               | Satellite de reconnaissance                              |
| 31 juillet 1992  | Navette spatiale américaine | Centre spatial Kennedy | Orbite basse           | Navette Atlantis (STS-46)   |                                                          |
| 31 juillet 1992  | Navette spatiale américaine | Centre spatial Kennedy | Orbite basse           | Eureca                      | Expériences scientifiques                                |
| 31 juillet 1992  | Navette spatiale américaine | Centre spatial Kennedy | Orbite basse           | TSS-1                       | Satellite expérimental captif récupéré en fin de mission |

#### Août
| Date         | Lanceur          | Base de lancement | Type                   | Charge utile           | Notes                                                |
| 6 août 1992  | Molnia M         | Baïkonour         | Orbite de Molnia       | Molniya-1              | Satellite de télécommunications                      |
| 9 août 1992  | Longue Marche 2D | Jiuquan           | Orbite basse           | FSW-2                  | Satellite de reconnaissance                          |
| 10 août 1992 | Ariane 4 2P      | Kourou            | Orbite héliosynchrone  | TOPEX/Poseidon         | Océanographie                                        |
| 10 août 1992 | Ariane 4 2P      | Kourou            | Orbite héliosynchrone  | Uribyol-1              | Satellite d'observation de la Terre                  |
| 10 août 1992 | Ariane 4 2P      | Kourou            | Orbite héliosynchrone  | S80/T                  | Satellite de télécommunications expérimental         |
| 12 août 1992 | Cosmos-3M        | Baïkonour         | Orbite basse           | Strela-2M              | Satellite de télécommunications                      |
| 13 août 1992 | Longue Marche 2E | Xichang           | Orbite géostationnaire | Optus B1               | Satellite de télécommunications                      |
| 15 août 1992 | Soyouz-U2        | Plessetsk         | Orbite basse           | Progress M-14          | Ravitaillement station spatiale                      |
| 19 août 1992 | Soyouz-U-PVB     | Baïkonour         | Orbite héliosynchrone  | Resurs-F1 14F43 No. 54 | Observation de la Terre                              |
| 22 août 1992 | Atlas I          | Cape Canaveral    | Orbite géostationnaire | Galaxy 1R              | Satellite de télécommunications ; Échec du lancement |
| 31 août 1992 | Delta II 7925    | Cape Canaveral    | Orbite géostationnaire | Satcom C4              | Satellite de télécommunications                      |

#### Septembre
| Date              | Lanceur                     | Base de lancement      | Type                   | Charge utile                 | Notes                           |
| 9 septembre 1992  | Delta II 7925               | Cape Canaveral         | Orbite moyenne         | GPS IIA-6                    | Satellite de navigation         |
| 10 septembre 1992 | Proton-K/DM-2               | Plessetsk              | Orbite géostationnaire | Oko-S F5                     | Satellite d'alerte précoce      |
| 10 septembre 1992 | Ariane 4 4LP                | Kourou                 | Orbite géostationnaire | Hispasat 1A                  | Satellite de télécommunications |
| 10 septembre 1992 | Ariane 4 4LP                | Kourou                 | Orbite géostationnaire | Satcom C-3                   | Satellite de télécommunications |
| 12 septembre 1992 | Navette spatiale américaine | Centre spatial Kennedy | Orbite basse           | Navette Endeavour (STS-47)   |                                 |
| 12 septembre 1992 | Navette spatiale américaine | Centre spatial Kennedy | Orbite basse           | Laboratoire spatial Spacelab |                                 |
| 22 septembre 1992 | Soyouz-U-PVB                | Baïkonour              | Orbite basse           | Iantar-4K2 Kobalt            | Satellite de reconnaissance     |
| 25 septembre 1992 | Titan commerciale           | Cape Canaveral         | Orbite héliocentrique  | Mars Observer                | Sonde martienne                 |

#### Octobre
| Date            | Lanceur                     | Base de lancement      | Type                   | Charge utile              | Notes                                                            |
| 6 octobre 1992  | Longue Marche 2C            | Jiuquan                | Orbite basse           | Freja                     | Étude de l'ionosphère et de la magnétosphère                     |
| 6 octobre 1992  | Longue Marche 2C            | Jiuquan                | Orbite basse           | FSW-1                     | Satellite de reconnaissance                                      |
| 8 octobre 1992  | Soyouz-U-PVB                | Baïkonour              | Orbite basse           | Foton No. 8L              | Expériences microgravité avevc véhicule de rentrée               |
| 12 octobre 1992 | Delta II 7925               | Cape Canaveral         | Orbite géostationnaire | Kopernikus-3 (en)         | Satellite de télécommunications                                  |
| 14 octobre 1992 | Molnia M-PVB                | Baïkonour              | Orbite de Molnia       | Molniya-3                 | Satellite de télécommunications                                  |
| 20 octobre 1992 | Tsiklon-3                   | Baïkonour              | Orbite basse           | Strela x 6-3              | Satellites de télécommunications                                 |
| 21 octobre 1992 | Molnia M-PVB                | Baïkonour              | Orbite de Molnia       | Oko                       | Satellite d'alerte précoce                                       |
| 22 octobre 1992 | Navette spatiale américaine | Centre spatial Kennedy | Orbite basse           | Navette Columbia (STS-52) |                                                                  |
| 22 octobre 1992 | Navette spatiale américaine | Centre spatial Kennedy | Orbite basse           | LAGEOS 2                  | Géodésie                                                         |
| 27 octobre 1992 | Soyouz-U2                   | Plessetsk              | Orbite basse           | Progress M-15             | Ravitaillement station spatiale                                  |
| 28 octobre 1992 | Ariane 4 2P                 | Kourou                 | Orbite géostationnaire | Galaxy 7                  | Satellite de télécommunications                                  |
| 29 octobre 1992 | Cosmos-3M                   | Baïkonour              | Orbite basse           | Parus                     | Satellite de navigation militaire                                |
| 30 octobre 1992 | Proton-K/DM-2               | Plessetsk              | Orbite géostationnaire | Ekran-M No. 15L           | Satellite de télécommunications ; 1er vol de la version Proton-M |

#### Novembre
| Date             | Lanceur       | Base de lancement | Type                   | Charge utile      | Notes                               |
| 15 novembre 1992 | Soyouz-U-PVB  | Baïkonour         | Orbite héliosynchrone  | Resurs-500 No. 1  | Observation de la Terre             |
| 17 novembre 1992 | Zenit-2       | Plessetsk         | Orbite basse           | Tselina-2         | Satellite d'écoute électronique     |
| 20 novembre 1992 | Soyouz-U-PVB  | Baïkonour         | Orbite basse           | Iantar-4K2 Kobalt | Satellite de reconnaissance         |
| 21 novembre 1992 | Scout G-1     | Vandenberg        | Orbite polaire         | MSTI-1            | Satellite expérimental militaire    |
| 22 novembre 1992 | Delta II 7925 | Cape Canaveral    | Orbite moyenne         | GPS IIA-7         | Satellite de navigation             |
| 24 novembre 1992 | Tsiklon-3     | Baïkonour         | Orbite basse           | Tselina-D         | Satellite d'écoute électronique     |
| 25 novembre 1992 | Molnia M-PVB  | Baïkonour         | Orbite de Molnia       | Oko               | Satellite d'alerte précoce          |
| 27 novembre 1992 | Proton-K/DM-2 | Plessetsk         | Orbite géostationnaire | Gorizont No. 38L  | Satellite de télécommunications     |
| 28 novembre 1992 | Titan 404A    | Vandenberg        | Orbite polaire         | KH-11             | Satellite de reconnaissance optique |

#### Décembre
| Date              | Lanceur                     | Base de lancement      | Type                   | Charge utile               | Notes                                                |
| 1er décembre 1992 | Ariane 4 2P                 | Kourou                 | Orbite géostationnaire | Superbird A1               | Satellite de télécommunications                      |
| 2 décembre 1992   | Molnia M-PVB                | Baïkonour              | Orbite de Molnia       | Molniya-3                  | Satellite de télécommunications                      |
| 2 décembre 1992   | Navette spatiale américaine | Centre spatial Kennedy | Orbite basse           | Navette Discovery (STS-53) |                                                      |
| 2 décembre 1992   | Navette spatiale américaine | Centre spatial Kennedy | Orbite de Molnia       | QUASAR 10                  | Satellite de télécommunications militaires           |
| 9 décembre 1992   | Soyouz-U-PVB                | Plessetsk              | Orbite basse           | Iantar-4KS1M Neman         | Satellite de reconnaissance                          |
| 17 décembre 1992  | Proton-K/DM-2               | Plessetsk              | Orbite de Molnia       | Oko-1 No. 7121             | Satellite d'alerte précoce                           |
| 18 décembre 1992  | Delta II 7925               | Cape Canaveral         | Orbite moyenne         | GPS IIA-8                  | Satellite de navigation                              |
| 21 décembre 1992  | Longue Marche 2E            | Xichang                | Orbite géostationnaire | Optus B2                   | Satellite de télécommunications ; Échec du lancement |
| 22 décembre 1992  | Soyouz-U-PVB                | Plessetsk              | Orbite basse           | Don                        | Satellite de reconnaissance                          |
| 22 décembre 1992  | Tsiklon-3                   | Baïkonour              | Orbite basse           | Geo-IK Musson No. 23       | Géodésie                                             |
| 25 décembre 1992  | Zenit-2                     | Plessetsk              | Orbite basse           | Tselina-2                  | Satellite d'écoute électronique                      |
| 25 décembre 1992  | Tsiklon-3                   | Baïkonour              | Orbite basse           | Tselina-D                  | Satellite d'écoute électronique                      |
| 29 décembre 1992  | Soyouz-U-PVB                | Baïkonour              | Orbite basse           | Bion No. 10                | Expérience de microgravité                           |

### Vols orbitaux

#### Par pays
| Pays       | Lancements | Succès | Échecs | Échecs partiels | Remarques |
| ---------- | ---------- | ------ | ------ | --------------- | --------- |
| Chine      | 4          | 3      | 1      |                 |           |
| États-Unis | 29         | 28     | 1      |                 |           |
| Europe     | 6          | 6      |        |                 |           |
| Inde       | 1          | 1      |        |                 |           |
| Japon      | 1          | 1      |        |                 |           |
| Russie     | 53         | 52     | 1      |                 |           |

#### Par lanceur
| Lanceur          | Pays       | Lancements | Succès | Échecs | Échecs partiels | Remarques |
| ---------------- | ---------- | ---------- | ------ | ------ | --------------- | --------- |
| Ariane 4         | Europe     | 6          | 6      |        |                 |           |
| ASLV             | Inde       | 1          | 1      |        |                 |           |
| Atlas            | États-Unis | 5          | 4      | 1      |                 |           |
| Cosmos-3M        | Russie     | 7          | 7      |        |                 |           |
| Delta            | États-Unis | 11         | 11     |        |                 |           |
| H-I              | Japon      | 1          | 1      |        |                 |           |
| Longue Marche 2C | Chine      | 1          | 1      |        |                 |           |
| Longue Marche 2D | Chine      | 1          | 1      |        |                 |           |
| Longue Marche 2E | Chine      | 2          | 1      | 1      |                 |           |
| Molnia           | Russie     | 7          | 7      |        |                 |           |
| Navette spatiale | États-Unis | 8          | 8      |        |                 |           |
| Proton-K         | Russie     | 8          | 8      |        |                 |           |
| Scout G-1        | États-Unis | 2          | 2      |        |                 |           |
| Soyouz-U         | Russie     | 23         | 23     |        |                 |           |
| Titan            | États-Unis | 3          | 3      |        |                 |           |
| Tsiklon-3        | Russie     | 5          | 5      |        |                 |           |
| Zenit-2          | Russie     | 3          | 2      | 1      |                 |           |

#### Par type d'orbite
| Orbite                 | Lancements | Succès | Échecs | Orbite atteinte involontairement | Remarques                                                                             |
| ---------------------- | ---------- | ------ | ------ | -------------------------------- | ------------------------------------------------------------------------------------- |
| Basse                  |            |        |        |                                  |                                                                                       |
| Moyenne                |            |        |        |                                  |                                                                                       |
| Haute                  |            |        |        |                                  | dont Molnia, orbite de transfert vers la Lune, orbite elliptique à forte excentricité |
| Géosynchrone/transfert |            |        |        |                                  |                                                                                       |
| Héliocentrique         |            |        |        |                                  | dont orbite de transfert interplanétaire                                              |

#### Par site de lancement
| Site           | Pays       | Lancements | Succès | Echecs | Echecs partiels | Remarques |
| -------------- | ---------- | ---------- | ------ | ------ | --------------- | --------- |
| Baïkonour      | Russie     | 31         | 31     |        |                 |           |
| Cape Canaveral | États-Unis | 17         | 16     | 1      |                 |           |
| Jiuquan        | Chine      | 2          | 2      |        |                 |           |
| Kennedy        | États-Unis | 8          | 8      |        |                 |           |
| Kourou         | France     | 6          | 6      |        |                 |           |
| Plessetsk      | Russie     | 22         | 21     | 1      |                 |           |
| Satish Dhawan  | Inde       | 1          | 1      |        |                 |           |
| Tanegashima    | Japon      | 1          | 1      |        |                 |           |
| Vandenberg     | États-Unis | 4          | 4      |        |                 |           |
| Xichang        | Chine      | 2          | 1      | 1      |                 |           |

## Survols et contacts planétaires
| Date | Sonde spatiale | Événement | Remarque |
| ---- | -------------- | --------- | -------- |
|      |                |           |          |

### Sources
- (en) Jonathan McDowell, « Jonathan's Space Report », Jonathan's Space Page
- (en) Gunter Krebs, « Chronology of Space Launches », Gunter's Space Page